# 2016 في بلجيكا
فيما يلي قوائم الأحداث التي وقعت خلال عام 2016 في بلجيكا.

## أحداث
- 22 مارس – تفجيرات بروكسل 2016

## رياضة
- 27 فبراير – طواف نيوشبلاد 2016 الفائزون بيتر ساجان، جريج فان أفرمت، تيسج بنوت.
- 28 فبراير – كرونا بروكسل 2016 الفائزون ألكسندر كريستوف، ناصر بوهاني، جاسبر ستوفين.
- 2 مارس – لو سامين 2016 الفائزون فلوريان سينيشال، Scott Thwaites [الإنجليزية]‏، نيكي تيربسترا.
- 2 مارس – لي سامين ديس دامس 2016 الفائزون شانتال بلاك، إيما جوهانسون، ايمي بيترز.
- 6 أبريل – شيلدبرايش 2016 الفائزون أندريه جريبيل، مارسيل كيتل، مارك كافنديش.
- 12 سبتمبر – جي بي مارسيل كينت 2016 الفائزون Jan-Willem van Schip [الإنجليزية]‏، Michiel Dieleman  [لغات أخرى]‏، Emiel Vermeulen [الإنجليزية]‏.
- 16 مارس – سباق نوكير كويرز 2016 الفائزون كريستوفر هالفورسن، تيموثي دوبونت، ديلان جروينويغن.
- 18 مارس – هاندزام الكلاسيكي 2016 الفائزون ديلان جروينويغن، Erik Baška [الإنجليزية]‏، جياني ميرسمان.
- 23 مارس – دفارز دور فلاندرز 2016 الفائزون بريان كوكار، إدوارد ثيونس، ينس ديبوشار.
- 23 مارس – دفارز دور فلاندرز للنساء 2016 الفائزون Eileen Roe [الإنجليزية]‏، جولين ديهور، ايمي بيترز.
- 25 مارس – إي ثري هاريل بيك 2016 الفائزون ميكال كوياتكووسكي، إيان ستانارد، بيتر ساجان.
- 27 مارس – غنت-وفلجم 2016 الفائزون فياتشيسلاف كوزنيتسوف (دراج)، سيب فانمارك، بيتر ساجان.
- 3 أبريل – طواف فلاندرز 2016 الفائزون فابيان كانسيليرا، سيب فانمارك، بيتر ساجان.
- 3 أبريل – طواف فلاندرز للنساء 2016 الفائزون ليزي ديجنان، شانتال بلاك، إيما جوهانسون.
- 6 أبريل – شيلدبرايش 2016 الفائزون أندريه جريبيل، مارسيل كيتل، مارك كافنديش.
- 9 أبريل – روند فان فلانديرن بيلوفتن 2016 الفائزون Corentin Ermenault [الإنجليزية]‏، جوناثان ديبن، ديفيد بير.
- 13 أبريل – برابانتس بييل 2016 الفائزون توني قالوبا، Petr Vakoč [الإنجليزية]‏، إنريكو جاسباروتو.
- 20 أبريل – فليش والون 2016 الفائزون دان مارتن، جوليان ألافيليب، أليخاندرو بالبيردي.
- 20 أبريل – فليش والون للنساء 2016 الفائزون إيفلين ستيفنز، أنا فان دير بريغين، ميغان غوارنير.
- 24 أبريل – لييج-باستون-لييج 2016 الفائزون ووت بويلس، مايكل ألباسيني، روي كوستا.
- 12 يونيو – طواف ليمبورغ 2016 الفائزون توم بونن، تيموثي دوبونت، كيني ديهاس.
- 22 يونيو – هالي إنجويجم 2016 الفائزون يجف دي بوندت، ينس كوكلاير، إدوارد ثيونس.
- 21 أغسطس – غروت بريجس جيف شيرنز 2016 الفائزون رومان ماكين، بيم يجثارت، ديميتري كلايس.
- 23 أغسطس – غروت بريجس ستاد زوتيجم 2016 الفائزون تيم ميرلير، تيموثي دوبونت، Marcel Sieberg [الإنجليزية]‏.
- 24 أغسطس – دريفينكويرز أوفيريجز 2016 الفائزون هووب دين، ماركو ماركاتو، جيروم بوغنيز.
- 28 أغسطس – شال سيلس مركسم 2016 الفائزون تيموثي دوبونت، فاوت فان آرت، Stijn Steels [الإنجليزية]‏.
- 10 سبتمبر – دي كوستبيجل 2016 الفائزون تيموثي دوبونت، Bert Van Lerberghe [الإنجليزية]‏، Jelle Donders [الإنجليزية]‏.
- 12 سبتمبر – جي بي مارسيل كينت 2016 الفائزون Jan-Willem van Schip [الإنجليزية]‏، Michiel Dieleman  [لغات أخرى]‏، Emiel Vermeulen [الإنجليزية]‏.
- 14 سبتمبر – جي بي دي والوني 2016 الفائزون توني قالوبا، Petr Vakoč [الإنجليزية]‏، جيروم بوغنيز.
- 16 سبتمبر – بطولة فلاندرز 2016 الفائزون تيموثي دوبونت، فرناندو جافيريا، ريمون كريدر.
- 2 أكتوبر – سباق يوروميتروبول 2016 الفائزون توم بونن، أوليفر ناسن، ديلان جروينويغن.
- 4 أكتوبر – بينشي-شيمي-بينشي 2016 الفائزون زدينيك ستيبار، يورغن رويلاندز، ارنو ديمار.

## أفلام
من الأفلام التي صدرت هذه السنة في بلجيكا:
- 1 يناير – الفتاة الدانماركية من إخراج توم هوبر.
- 1 يناير – بروكلين من إخراج جون كرولي (مخرج أفلام).
- 1 يناير – متتالية فرنسية من إخراج Saul Dibb [الإنجليزية]‏، Michael Kuhn [الإنجليزية]‏.
- 12 فبراير – الطريق إلى إسطنبول من إخراج رشيد بوشارب.
- 12 فبراير – نحبك هادي من إخراج محمد بن عطية.

## وفيات

### أغسطس
- 13 أغسطس – فرنسواز ماليت-جوريس (مواليد 1930) كاتبة بلجيكية.
- 22 أغسطس – توتس تيليمانز (مواليد 1922) موسيقي جاز بلجيكي.

### سبتمبر
- 2 سبتمبر – دانيال ويليمز (مواليد 1956) درّاج طريق بلجيكي.

### نوفمبر
- 2 نوفمبر – جان ماري ترابنيير (مواليد 1942) لاعب كرة قدم بلجيكي.